# Paddington (wijk)
Paddington is een wijk in het Londense bestuurlijke gebied Westminster, in de regio Groot-Londen. 
Beroemde historische inwoners van Paddington waren onder anderen Alexander Fleming, de ontdekker van de penicilline, en de wiskundige Alan Turing.
In het spoorwegstation van Paddington staat een beeldje van de beroemde Paddington Bear (Beertje Paddington), een figuur uit verschillende kinderboeken, geschreven door Michael Bond. In het eerste verhaal wordt verteld dat de beer voor het eerst op dit station gevonden werd en er daarom naar vernoemd werd.
Paddington is met de Londense metro te bereiken via de stations Edgware Road, Lancaster Gate, Paddington Station en Warwick Avenue.
Het huidige Paddington Station werd ontworpen en gebouwd door I.K. Brunel en geopend in 1854. Een herdenkingsplakkaat uit 1954 aan de kop van perron 1 verwijst naar dit feit.

## Geboren
- George Webb (1912-1998), acteur
- Dennis Poore (1916-1987), piloot, ondernemer, financier en Formule 1-coureur
- Patrick Macnee (1922-2015), acteur
- Diane Abbott (1953), politica
- Lynne McGranger (1953), Australisch actrice
- Alfred Molina (1953), Brits-Amerikaans acteur
- Ian Mosley (1953), drummer in progressieve rockbands als Marillion
- Elvis Costello (1954), rockmuzikant, zanger en liedjesschrijver
- Pepsi DeMacque (1958), zangeres (Pepsi & Shirlie)
- Emma Thompson (1959), actrice en scenarioschrijfster
- Saskia Reeves (1961), actrice
- Seal (1963), zanger
- Kiefer Sutherland (1966), acteur en zanger
- George Osborne (1971), politicus
- Rhona Mitra (1976), actrice, zangeres, fotomodel en liedjesschrijfster
- Peter Phillips (1977), zoon van prinses Anne
- Shola Ama (1979), zangeres
- Zara Phillips (1981), dochter van prinses Anne
- William, prins van Wales (1982), prins van het Verenigd Koninkrijk
- Prins Harry (1984), prins van het Verenigd Koninkrijk
- Philippos van Griekenland en Denemarken (1986), jongste zoon van ex-koning Constantijn II van Griekenland
- George van Wales (2013), oudste zoon van prins William
- Charlotte van Wales (2015), dochter van prins William
- Louis van Wales (2018), jongste zoon van prins William